# Dong Zhihao
Dong Zhihao (Xuzhou, 31 de mayo de 2005) es un deportista chino que compite en natación, especialista en el estilo braza. Ganó una medalla de oro en el Campeonato Mundial de Natación de 2024, en la prueba de 200 m braza.

## Palmarés internacional
| Campeonato Mundial | Campeonato Mundial | Campeonato Mundial | Campeonato Mundial |
| Año                | Lugar              | Medalla            | Prueba             |
| ------------------ | ------------------ | ------------------ | ------------------ |
| 2024               | Doha (Catar)       | Medalla de oro     | 200 m braza        |